# Nicolò Donato
Pour les articles homonymes, voir Nicolo Donato.
Nicolò Donato ou Nicolò Donà (28 janvier 1539 à Venise– 9 mai 1618 à Venise) est le 93e doge de Venise élu en 1618.

## Biographie
Nicolò  est le fils de Giovanni et d'Isabetta Morosini. Il fait des études, probablement de droit, à Padoue, mais se consacre par la suite au commerce. Il ne se marie pas et laisse sa fortune à son frère Francesco. On considère généralement qu'il était très fortuné mais extrêmement avare, tout comme son neveu Pietro. Sa carrière politique en est fortement influencée. Il faut à cette époque dépenser beaucoup d'argent afin d'obtenir des charges importantes et bien qu'il excelle en de nombreux domaines, il ne parvient jamais à atteindre les hautes sphères de l'administration vénitienne. Il est entre autres préfet à Udine, capitaine à Vicence et podestat à Koper.
Le 4 avril 1618 est un jour très particulier dans l'histoire de la république de Venise. On suspecte, avec raison, que des espions espagnols, sous la conduite de leur ambassadeur Alfonso de la Cueva, tentent de fomenter des désordres afin de faire tomber Venise entre les mains des ibériques. Ce jour-là, Donato, à 79 ans parvient à se faire élire Doge après 35 tours de scrutin, probablement en versant des sommes considérables aux représentants des grandes familles de la ville, membres du Grand Conseil.
Il est le deuxième des trois doges à régner en 1618, son dogat ne dure que 35 jours, du 4 avril au 9 mai. On dit qu'il meurt de la douleur que lui cause la défaite subie par son neveu Pietro qui s'est porté candidat à une haute charge publique; le refus du Sénat est interprété comme un affront à sa personne. Il n'est pas absolument sûr que cette histoire abrégea sa vie.
Sa tombe dans l'église Santa Chiara sur l'ile de Murano, est détruite lors de l'occupation de Venise par les troupes françaises, en 1797.

## Armoiries

Armoiries de la Famille Donato.

## Sources
- (it) Cet article est partiellement ou en totalité issu de l’article de Wikipédia en italien intitulé « Nicolò Donà » (voir la liste des auteurs).